# Georg Hoffmann
Georg Hoffmann (1880 - 1947) fue un nadador alemán de estilo libre, estilo braza, estilo espalda y de Salto (natación) que compitió en los Juegos Olímpicos de 1904 y en los Juegos Olímpicos intercalados de 1906 por su país.
En los Juegos Olímpicos de 1904 ganó una medalla de plata en estilo espalda de 100 yardas y fue cuarto en la natación de estilo braza de 440 yardas. También ganó una medalla de plata en Salto (natación).
Dos años más tarde compitió en 100 m estilo libre, pero sin éxito, sin embargo volvió a ganar una medalla de plata en un evento de salto de plataforma. Murió a los 67 años.